# Aristolochia longipes
Aristolochia longipes är en piprankeväxtart som beskrevs av S. Wats. Aristolochia longipes ingår i släktet piprankor, och familjen piprankeväxter. Inga underarter finns listade i Catalogue of Life.